# Halftime show

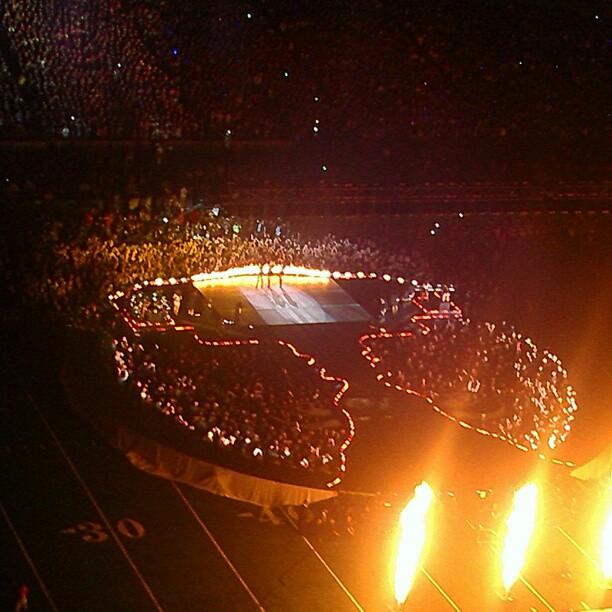
Momento dell'esibizione di Beyoncé all'Halftime Show del Super Bowl XLVII

L'Halftime show è un'esibizione musicale che ha luogo nel corso della quasi totalità delle partite di football americano negli Stati Uniti ed in Canada, a cavallo tra il secondo ed il terzo tempo di gioco, come fonte di intrattenimento per il pubblico spettatore. Nel corso del Super Bowl, ovvero la finale del torneo NFL, viene organizzato un halftime show in grande stile, che coinvolge artisti di fama nazionale ed internazionale, oltre ad intere orchestre statunitensi.

## Storia
Inizialmente, l'halftime show del Super Bowl prevedeva che ad esibirsi fosse una banda musicale collegiale, accompagnata talora da orchestre, e che la stessa esibizione fosse basata su un tema principale. A partire dagli anni '90, allo show hanno cominciato ad esibirsi artisti rock e pop, fino ad accogliere gruppi musicali e solisti di taratura internazionale, caratteristica che ha favorito l'ingresso dello stesso halftime show nella cultura pop mondiale.
Normalmente, la NFL non paga alcun ingaggio dell'artista, bensì lo seleziona, e provvede alla copertura dei costi tecnici e dei musicisti accompagnatori. L'unica eccezione è stata fatta per Michael Jackson, in occasione della cui esibizione la NFL decise di pagare un ingaggio in qualità di donazione per la campagna filantropica organizzata da Jackson stesso, indirizzata alla Heal the World Foundation. È stato inoltre dimostrato che l'esibizione di un determinato artista all'halftime show contribuisce all'aumento delle vendite dei suoi prodotti musicali: nel 2017 le vendite di Lady Gaga aumentarono dell'oltre 1.000%, l'anno successivo quelle di Justin Timberlake del 534%.
Fino al 1999, gli artisti sono stati esclusivamente statunitensi. Al Super Bowl XXXIV si sono esibiti per la prima volta due artisti non americani, ovvero Phil Collins ed Enrique Iglesias, mentre in seguito si sono esibiti anche Paul McCartney, al Super Bowl XXXIX, e i Rolling Stones al Super Bowl XL, la cui esibizione venne in parte censurata dalla NFL.
L'esibizione di Janet Jackson assieme a Justin Timberlake al Super Bowl XXXVIII nel 2004, entrò nella storia e creò molte polemiche tra i media dell'epoca a causa dell'incidente del "Nipplegate" quando, a causa di quello che la cantante definì un "guasto tecnico del vestiario", la Jackson rimase con un seno nudo in diretta e in mondovisione per circa due secondi, abbastanza da portare la NFL (così come altri grandi show americani) a trasmettere le successive edizioni in differita di qualche minuto, in modo da poter censurare eventuali immagini o testi ritenuti inappropriati.
Secondo molte testate statunitensi, tra cui Billboard, l'esibizione di Prince al Super Bowl XLI è considerata la migliore performance musicale ad un Halftime Show del Super Bowl. Tuttavia, l'esibizione che registrò il più alto livello di audience fu quella di Michael Jackson al Super Bowl XXVII: con la sua esibizione di soli 13 minuti, Jackson portò l'audience del Super Bowl a quota 133,4 milioni negli Stati Uniti d'America, mentre in 85 nazioni del mondo si sintonizzarono in totale più di 1,4 miliardi di spettatori.
Una delle esibizioni più significative degli ultimi anni è stata quella di Jennifer Lopez e Shakira nella primavera 2020, in un clima di instabilità politica data dagli scontri fra il presidente Donald Trump e le associazioni che difendono le migrazioni degli stranieri, due artiste latino-americane si sono esibite in una delle più importanti manifestazioni americane con uno spettacolo, e un messaggio a sfondo politico, per milioni di spettatori di tutto il pianeta.

## Trasmissione
Il concerto ha la durata di 15 minuti, ovvero il lasso di tempo equivalente all'intervallo tra il secondo ed il terzo tempo del match. Viene trasmesso regolarmente dall'emittente televisiva CBS.
Ogni anno l'Halftime Show (così come lo stesso Super Bowl) monopolizza la rete televisiva statunitense. Nel 1991, l'Halftime Show del Super Bowl XXV registrò i minimi storici di audience, con la CBS che si vide battuta dalla Fox, con la trasmissione In Living Color, che attirò oltre 22 milioni di spettatori dal Super Bowl. Fu proprio l'anno seguente che iniziò la rivoluzione dell'Halftime Show, assegnato per la prima volta ad un singolo artista: Michael Jackson si esibì da solo e, sul finale, accompagnato da un coro di bambini; secondo i dati di trasmissione, fu il responsabile dell'incremento degli spettatori del match, portandoli a quota 133,4 milioni nei soli USA.

## Dettagli delle singole edizioni

### Anni '60

#### Super Bowl I - 1967
- Data: 15 gennaio 1967

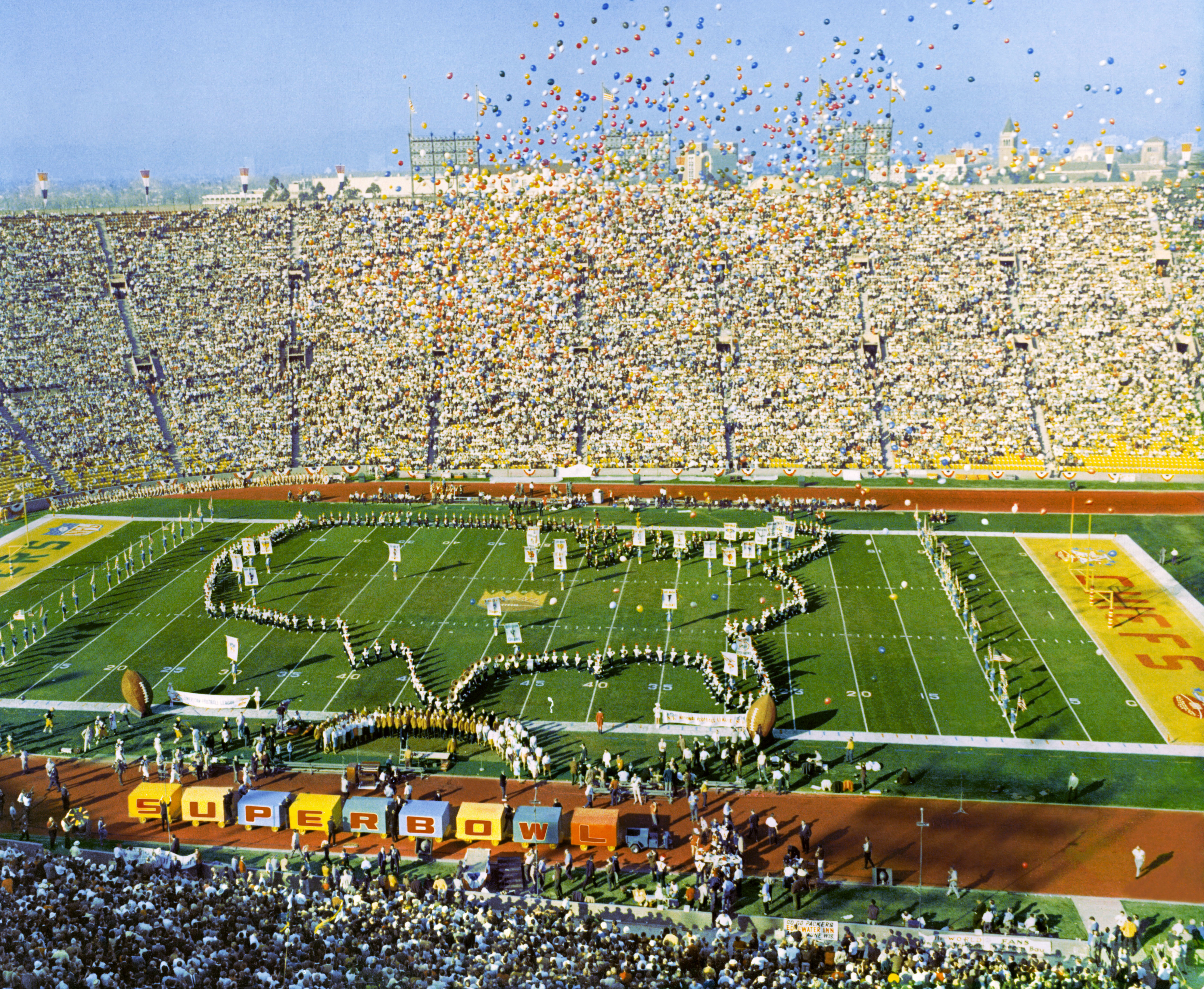
Halftime Show del Super Bowl I

- Luogo: Los Angeles Memorial Coliseum (Los Angeles)
- Produttore: Tommy Walker
- Artisti: Banda sinfonica dell'università dell'Arizona, banda musicale della Grambling State University, Al Hirt, banda musicale dell'Anaheim High School
- Brani:
  1. Banda sinfonica dell'università dell'Arizona in The Liberty Bell

#### Super Bowl II - 1968
- Data: 14 gennaio 1968
- Luogo: Miami Orange Bowl (Miami)
- Artisti: Banda musicale della Grambling State University

#### Super Bowl III - 1969
- Data: 12 gennaio 1969
- Luogo: Miami Orange Bowl (Miami)
- Tema: America Thanks
- Artisti: Florida A&M University, bande musicali di istituti di Miami

### Anni '70

#### Super Bowl IV - 1970
- Data: 11 gennaio 1970
- Luogo: Tulane Stadium (New Orleans)
- Tema: Tributo al Martedì grasso
- Artisti: Marguerite Piazza, Doc Severinsen, Al Hirt, Lionel Hampton, banda musicale della Southern University
- Brani:
  1. Marguerite Piazza, Doc Severinsen, Al Hirt e Lionel Hampton in When the Saints Go Marching in

#### Super Bowl V - 1971
- Data: 17 gennaio 1971
- Luogo: Miami Orange Bowl (Miami)
- Artisti: Banda musicale della Southeast Missouri State University

#### Super Bowl VI - 1972
- Data: 16 gennaio 1972
- Luogo: Tulane Stadium (New Orleans)
- Produttore: Jim Skinner
- Tema: Tributo a Louis Armstrong
- Artisti: Ella Fitzgerald, Carol Channing, Al Hirt, coro dell'Aeronautica militare, banda musicale del corpo di Marina
- Brani:
  1. Ella Fitzgerald e Al Hirt in Mack the Knife

#### Super Bowl VII - 1973
- Data: 14 gennaio 1973
- Luogo: Los Angeles Memorial Coliseum (Los Angeles)
- Produttore: Tommy Walker
- Tema: Happiness Is
- Artisti: Banda musicale della Michigan University, Woody Herman, Andy Williams
- Brani:
  1. Banda musicale della Michigan University in Put on a Happy Face
  2. Banda musicale della Michigan University in La Virgen de la Macarena
  3. Banda musicale della Michigan University in The Land Is Your Land
  4. Andy Williams in Marmalade, Molasses & Honey
  5. Andy Williams in People

#### Super Bowl VIII - 1974
- Data: 13 gennaio 1974
- Luogo: Rice Stadium (Houston)
- Produttore: Jim Skinner
- Tema: A Musical America
- Artisti: Banda musicale dell'Università del Texas, Judy Mallett

#### Super Bowl IX - 1975
- Data: 12 gennaio 1975
- Luogo: Tulane Stadium (New Orleans)
- Produttore: Jim Skinner
- Tema: Tributo a Duke Ellington
- Artisti: Mercer Ellington, banda musicale della Grambling State University

#### Super Bowl X - 1976
- Data: 18 gennaio 1976
- Luogo: Miami Orange Bowl (Miami)
- Tema: 200 Years and Just a Baby: a Tribute to America's Bicentenal
- Artisti: Up with People

#### Super Bowl XI - 1977
- Data: 9 gennaio 1977
- Luogo: Rose Bowl (Pasadena)
- Produttore: The Walt Disney Company
- Tema: It's a Small World
- Artisti: Los Angeles Unified All-City Band, pubblico

#### Super Bowl XII - 1978
- Data: 15 gennaio 1978
- Luogo: Louisiana Superdome (New Orleans)
- Tema: From Paris to Paris of America
- Artisti: Tyler Apache Belles, Pete Fountain, Al Hirt

#### Super Bowl XIII - 1979
- Data: 21 gennaio 1979
- Luogo: Miami Orange Bowl (Miami)
- Produttore: Bob Jani
- Tema: Tributo ai Caraibi
- Artisti: Ken Hamilton, varie bande musicali dei Caraibi
- Sponsor: Carnival

### Anni '80

#### Super Bowl XIV - 1980
- Data: 20 gennaio 1980
- Luogo: Rose Bowl (Pasadena)
- Tema: A Salute to the Big Band Era
- Artisti: Up with People, banda musicale della Grambling State University

#### Super Bowl XV - 1981
- Data: 25 gennaio 1981
- Luogo: Louisiana Superdome (New Orleans)
- Produttore: Jim Skinner
- Tema: Mardi Gras Festival
- Artisti: Banda musicale della Southern University, Helen O'Connell

#### Super Bowl XVI - 1982
- Data: 24 gennaio 1982
- Luogo: Pontiac Silverdome (Pontiac)
- Tema: Salute to the 1960s and Motown
- Artisti: Up with People

#### Super Bowl XVII - 1983
- Data: 30 gennaio 1983
- Luogo: Rose Bowl (Pasadena)
- Produttore: Bob Jani
- Tema: KaleidoSUPERscope
- Artisti: Los Angeles Super Drill Team

#### Super Bowl XVIII - 1984
- Data: 22 gennaio 1984
- Luogo: Tampa Stadium (Tampa)
- Produttore: The Walt Disney Company
- Tema: Salute to Superstars of Silver Screen
- Artisti: Banda musicale dell'università della Florida, banda musicale dell'università statale della Florida
- Brani:
  1. Bande musicali in Hooray for Hollywood
  2. Bande musicali in You Oughta Be in Pictures
  3. Bande musicali in Steppin' out with My Baby
  4. Bande musicali in Puttin' on the Ritz
  5. Bande musicali in 42nd Street
  6. Bande musicali in When You Wish Upon a Star

#### Super Bowl XIX - 1985
- Data: 20 gennaio 1985
- Luogo: Stanford Stadium (Stanford)
- Produttore: Air Force Entertainment
- Tema: World of Children's Dreams
- Artisti: Tops in Blue

#### Super Bowl XX - 1986
- Data: 26 gennaio 1986
- Luogo: Louisiana Superdome (New Orleans)
- Tema: Beat of the Future
- Artisti: Up with People

#### Super Bowl XXI - 1987
- Data: 25 gennaio 1987
- Luogo: Rose Bowl (Pasadena)
- Produttore: The Walt Disney Company
- Tema: Salute to Hollywood's 100th Anniversary - The World of Make Believe
- Artisti: George Burns, Mickey Rooney, banda musicale della Grambling State University, Spirit of Troy, bande degli istituti di Los Angeles
- Brani:
  1. Bande musicali in Ghost Riders in the Sky
  2. Colonna sonora di Bonanza, Indiana Jones e Footloose
  3. Bande musicali in Hoedown Song
  4. Bande musicali in Cheek to Cheek
  5. Bande musicali in What a Feeling
  6. Bande musicali in That's Entertainment!
  7. Bande musicali in Over the Rainbow
  8. Bande musicali in When You Wish Upon a Star

#### Super Bowl XXII - 1988
- Data: 31 gennaio 1988
- Luogo: Jack Murphy Stadium (San Diego)
- Produttore: Radio City Music Hall
- Tema: Something Grand
- Artisti: Chubby Checker, The Rockettes, banda musicale dell'università statale di San Diego, Spirit of Troy

#### Super Bowl XXIII - 1989
- Data: 22 gennaio 1989
- Luogo: Joe Robbie Stadium (Miami Gardens)
- Produttore: MagicCom Entertainment, Dan Witkowski
- Tema: 1950s Rock and Roll (Be Bop Bamboozled in 3-D)
- Artisti: Elvis Presto, ballerini della Florida del Sud
- Brani:
  1. Elvis Presto in Rock This Town
  2. Elvis Presto in Tutti Frutti
  3. Elvis Presto in Do You Love Me
  4. Elvis Presto in Devil with a Blue Dress on
  5. Elvis Presto in Great Balls of Fire
  6. Elvis Presto in Greased Lightnin'
  7. Elvis Presto in True Love
- Sponsor: Diet Coke

### Anni '90

#### Super Bowl XXIV - 1990
- Data: 28 gennaio 1990
- Luogo: Louisiana Superdome (New Orleans)
- Produttore: Select Productions
- Tema: Salute to New Orleans & 40 Years of Peanuts
- Artisti: Pete Fountain, Doug Kershaw, Irma Thomas, banda musicale della Nicholls State University, banda musicale della Southern University, banda musicale della University of Louisiana at Lafayette
- Brani:
  1. Irma Thomas, Doug Kershaw in (Up a) Lazy River
  2. Irma Thomas, Doug Kershaw in Waiting for the Robert E. Lee
  3. Irma Thomas, Doug Kershaw in Here Comes the Snowboat
  4. Irma Thomas, Doug Kershaw, Pete Fountain in When the Saints Go Marching in
  5. Irma Thomas, Doug Kershaw in Happy Birthday to You
- Sponsor: Walt Disney World, The Coca-Cola Company

#### Super Bowl XXV - 1991
- Data: 27 gennaio 1991
- Luogo: Tampa Stadium (Tampa)
- Produttore: The Walt Disney Company
- Tema: Small World: Tribute to 25 Years of Super Bowl
- Artisti: New Kids on the Block, Warren Moon, personaggi di Disney, 2.000 bambini, pubblico
- Brani:
  1. Bambini in It's a Small World After All
  2. Bambini in We Are the World
  3. Bambini in I'd Like to Teach the World to Sing
  4. New Kids on the Block in Step by Step
  5. New Kids on the Block in This One's for the Children
  6. Bambini in It's a Small World After All

#### Super Bowl XXVI - 1992
- Data: 26 gennaio 1992
- Luogo: Hubert H. Humphrey Metrodome (Minneapolis)
- Produttore: Timberline Productions
- Tema: Winter Magic
- Artisti: Gloria Estefan, Brian Boitano, Dorothy Hamill, giocatori di hockey su ghiaccio della squadra olimpica statunitense del 1980, banda musicale dell'università del Minnesota
- Brani:
  1. Winter Magic
  2. Walking in a Winter Wonderland
  3. Dance of the Sugar Plum Fairy
  4. Banda musicale dell'università del Minnesota in Frosty
  5. Brian Boitano, Dorothy Hamill in One Moment in Time
  6. Giocatori di hockey su ghiaccio in Don't Stop Me Now
  7. Gloria Estefan in Live for Loving You
  8. Gloria Estefan in Get on Your Feet

#### Super Bowl XXVII - 1993
- Data: 31 gennaio 1993
- Luogo: Rose Bowl (Pasadena)
- Produttore: Radio City Music Hall, Scott Sanders, Don Mischer Productions
- Artisti: Michael Jackson
- Brani:
  1. Michael Jackson in Jam (con l'intro da Why You Wanna Trip On Me)
  2. Michael Jackson in Billie Jean
  3. Michael Jackson in Black or White
  4. Coro di bambini in We Are the World
  5. Michael Jackson, coro gospel e coro di bambini in Heal the World
- Sponsor: Pepsi

#### Super Bowl XXVIII - 1994
- Data: 30 gennaio 1994
- Luogo: Georgia Dome (Atlanta)
- Produttore: Select Productions
- Tema: Rockin' Country Sunday
- Artisti: Clint Black, Tanya Tucker, Travis Tritt, The Judds
- Brani:
  1. Clint Black in Tuckered Out
  2. Tanya Tucker in It's a Little Too Late
  3. Travis Tritt in T-R-O-U-B-L-E
  4. Wynonna Judd in No One Else on Earth
  5. The Judds in Love Can Build a Bridge

#### Super Bowl XXIX - 1995
- Data: 29 gennaio 1995
- Luogo: Joe Robbie Stadium (Miami Gardens)
- Produttore: The Walt Disney Company
- Tema: Indiana Jones e il tempio dell'occhio proibito
- Artisti: Patti LaBelle, Indiana Jones & Marion Ravenwood, Teddy Pendergrass, Tony Bennett, Arturo Sandoval, Miami Sound Machine
- Brani:
  1. Patti LaBelle in Release Yourself
  2. Tony Bennett, Arturo Sandoval, Miami Sound Machine in Caravan
  3. Patti LaBelle in New Attitude
  4. Patti LaBelle e Tony Bennett in Can You Feel the Love Tonight

#### Super Bowl XXX - 1996
- Data: 28 gennaio 1996
- Luogo: Sun Devil Stadium (Tempe)
- Produttore: Radio City Music Hall
- Tema: Take Me Higher: A Celebration of 30 Years of Super Bowl
- Artisti: Diana Ross
- Brani:
  1. Diana Ross in Stop in the Name of Love
  2. Diana Ross in You Keep Me Hangin' on
  3. Diana Ross in Baby Love
  4. Diana Ross in You Can't Hurry Love
  5. Diana Ross in Why Do Fools Fall in Love
  6. Diana Ross in Chain Reaction
  7. Diana Ross in Reach out and Touch (Somebody's Hand)
  8. Diana Ross in Ain't No Mountain High Enough
  9. Diana Ross in I Will Survive
  10. Diana Ross in Take Me Higher
- Sponsor: The Oscar Mayer Company

#### Super Bowl XXXI - 1997
- Data: 26 gennaio 1997
- Luogo: Louisiana Superdome (New Orleans)
- Produttore: Select Productions, Radio City Music Hall, House of Blues
- Tema: Blues Brothers Bash
- Artisti: The Blues Brothers, ZZ Top, James Brown, Catherine Crier
- Brani:
  1. Blues Brothers in Everybody Needs Somebody to Love
  2. The Blues Brothers in Soul Man
  3. James Brown in I Got You (I Feel You)
  4. James Brown in Get Up (I Feel like Being a) Sex Machine
  5. ZZ Top in Tush
  6. ZZ Top in Legs
  7. The Blues Brothers, James Brown e ZZ Top in Gimme Some Lovin'
- Sponsor: The Oscar Mayer Company

#### Super Bowl XXXII - 1998
- Data: 25 gennaio 1998
- Luogo: Qualcomm Stadium (San Diego)
- Produttore: Radio City Music Hall
- Tema: Salute to Motown's 40th Anniversary
- Artisti: Boyz II Men, Smokey Robinson, Martha Reeves, The Temptations, Queen Latifah, banda musicale della Grambling State University
- Brani:
  1. The Temptations in Get Ready
  2. The Temptations in I Can't Help Myself
  3. Smokey Robinson in The Tracks of My Tears
  4. The Temptations, Smokey Robinson in My Girl
  5. Martha Reeves in Heat Wave
  6. Queen Latifah in Paper
  7. Boyz II Men in Motownphilly
  8. Boyz II Men in A Song for Mama
  9. Boyz II Men, Smokey Robinson, Martha Reeves, The Temptations, Queen Latifah, banda musicale della Grambling State University in Dancing in the Street
- Sponsor: Royal Caribbean Cruises, Celebrity Cruises

#### Super Bowl XXXIII - 1999
- Data: 31 gennaio 1999
- Luogo: Pro Player Park (Miami Gardens)
- Produttore: Radio City Music Hall
- Tema: Celebration of Soul, Salsa and Swing
- Artisti: Gloria Estefan, Stevie Wonder, Big Bad Voodoo Daddy, Savion Glover
- Brani:
  1. Big Bad Voodoo Daddy in Go Daddy O
  2. Stevie Wonder in Sir Duke
  3. Stevie Wonder in You Are the Sunshine of My Life
  4. Stevie Wonder in I Wish
  5. Gloria Estefan in Oye!
  6. Gloria Estefan in Turn the Beat Around
  7. Stevie Wonder, Gloria Estefan in You'll Be Mine (Party Time)
  8. Stevie Wonder, Gloria Estefan in Another Star
  9. Stevie Wonder, Gloria Estefan in My Cherie Amour
- Sponsor: Progressive Auto Insurance

### Anni 2000

#### Super Bowl XXXIV - 2000
- Data: 30 gennaio 2000
- Luogo: Georgia Dome (Atlanta)
- Produttore: The Walt Disney Company
- Tema: Tapestry of Nations
- Artisti: Phil Collins, Christina Aguilera, Enrique Iglesias, Toni Braxton, Edward James Olmos
- Brani:
  1. Reflections of Earth (strumentale)
  2. Enrique Iglesias, Christina Aguilera in Celebrate the Future Hand in Hand
  3. Tapestry of Nations (strumentale)
  4. Phil Collins inTwo Worlds
  5. Toni Braxton in We Go On
- Sponsor: E-Trade

#### Super Bowl XXXV - 2001
- Data: 28 gennaio 2001
- Luogo: Raymond James Stadium (Tampa)
- Produttore: MTV
- Tema: The Kings of Rock and Pop
- Artisti: Aerosmith, NSYNC, Britney Spears, Mary J. Blige, Nelly
- Brani:
  1. NSYNC in Bye Bye Bye
  2. Aerosmith in I Don't Want to Miss a Thing
  3. NSYNC in It's Gonna Be Me
  4. Aerosmith in Jaded
  5. Aerosmith, NSYNC, Britney Spears, Mary J. Blige, Nelly in Walk This Way
- Sponsor: E-Trade

#### Super Bowl XXXVI - 2002
- Data: 3 febbraio 2002
- Luogo: Louisiana Superdome (New Orleans)
- Produttore: Clear Channel Entertainment
- Tema: Tribute to September 11th Victims
- Artisti: U2
- Brani:
  1. U2 in Beautiful Day
  2. U2 in MLK
  3. U2 in Where the Streets Have No Name
- Sponsor: E-Trade

#### Super Bowl XXXVII - 2003
- Data: 26 gennaio 2003
- Luogo: Qualcomm Stadium (San Diego)
- Produttore: Jimmy Iovine e Joel Gallen
- Tema: nessuno
- Artisti: Shania Twain, No Doubt, Sting
- Brani:
  1. Shania Twain in Man! I Feel like a Woman!
  2. Shania Twain in Up!
  3. No Doubt in Just a Girl
  4. Sting, No Doubt in Message in a Bottle
- Sponsor: AT&T

#### Super Bowl XXXVIII - 2004
- Data: 1º febbraio 2004
- Luogo: Reliant Stadium (Houston)
- Produttore: MTV
- Tema: Choose or Lose
- Artisti: Jessica Simpson, bande musicali dell'università di Houston e della Texas Southern University, Janet Jackson, Sean Combs, Nelly, Kid Rock, Justin Timberlake
- Brani:
  1. Jessica Simpson in Choose to Party
  2. Janet Jackson in All for You
  3. Sean Combs in Bad Boy for Life
  4. Sean Combs in Diddy
  5. Nelly in Hot in Herre
  6. Sean Combs in Mo Money Mo Problems
  7. Kid Rock in Bawitdaba
  8. Kid Rock in Cowboy
  9. Janet Jackson in Rhythm Nation
  10. Justin Timberlake, Janet Jackson in Rock Your Body
- Sponsor: AOL

#### Super Bowl XXXIX - 2005
- Data: 6 febbraio 2005
- Luogo: Alltel Stadium (Jacksonville)
- Produttore: Don Mischer Productions
- Tema: nessuno
- Artisti: Paul McCartney
- Brani:
  1. Paul McCartney in Drive My Car
  2. Paul McCartney in Get Back
  3. Paul McCartney in Live and Let Die
  4. Paul McCartney in Hey Jude
- Sponsor: Ameriquest Mortgage

#### Super Bowl XL - 2006
- Data: 5 febbraio 2006
- Luogo: Ford Field (Detroit)
- Produttore: Don Mischer Productions
- Tema: nessuno
- Artisti: The Rolling Stones
- Brani:
  1. The Rolling Stones in Start Me Up
  2. The Rolling Stones in Rough Justice
  3. The Rolling Stones in (I Can't Get No) Satisfaction
- Sponsor: Sprint Nextel

#### Super Bowl XLI - 2007
- Data: 4 febbraio 2007
- Luogo: Dolphin Stadium (Miami Gardens)
- Produttore: Don Mischer Productions e White Cherry Entertainment
- Tema: nessuno
- Artisti: Prince, banda musicale della Florida A&M University
- Brani:
  1. Prince in We Will Rock You
  2. Prince in Let's Go Crazy
  3. Prince in Baby I'm a Star
  4. Prince in Proud Mary
  5. Prince in All Along the Watchtower
  6. Prince in Best of You
  7. Prince in Purple Rain
- Sponsor: Pepsi

#### Super Bowl XLII - 2008
- Data: 3 febbraio 2008
- Luogo: University of Phoenix Stadium (Glendale)
- Produttore: Don Mischer Productions e White Cherry Entertainment
- Tema: nessuno
- Artisti: Tom Petty and the Heartbreakers
- Brani:
  1. Tom Petty and the Heartbreakers in American Girl
  2. Tom Petty and the Heartbreakers in I Won't Back Down
  3. Tom Petty and the Heartbreakers in Free Fallin'
  4. Tom Petty and the Heartbreakers in Runnin' Down a Dream
- Sponsor: Bridgestone

#### Super Bowl XLIII - 2009
- Data: 1º febbraio 2009

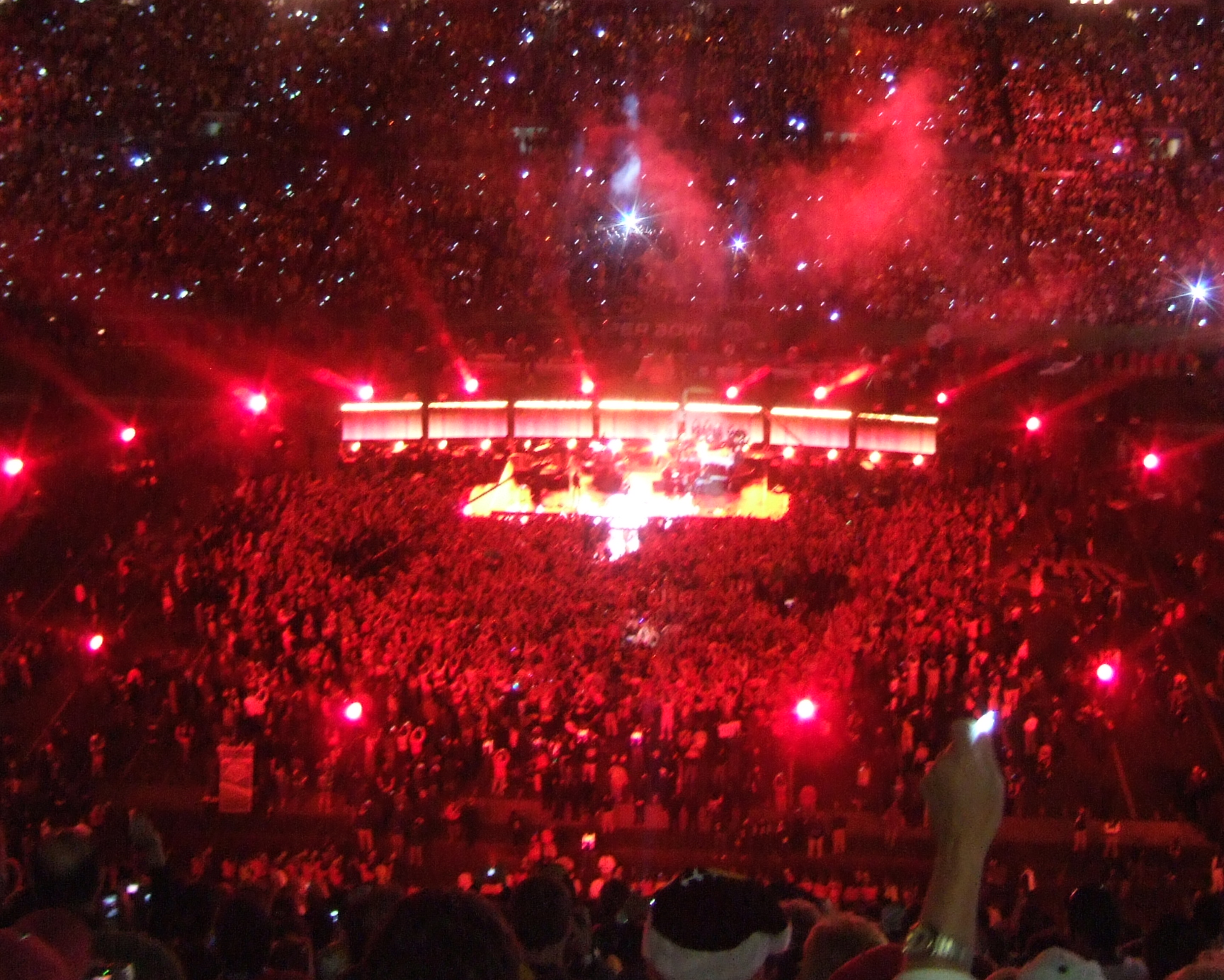
Halftime Show del Super Bowl XLIII

- Luogo: Raymond James Stadium (Tampa)
- Produttore: Don Mischer Productions e White Cherry Entertainment
- Tema: nessuno
- Artisti: Bruce Springsteen and the E Street Band
- Brani:
  1. Bruce Springsteen and the E Street Band in Tenth Avenue Freeze-Out
  2. Bruce Springsteen and the E Street Band in Born to Run
  3. Bruce Springsteen and the E Street Band in Working on a Dream
  4. Bruce Springsteen and the E Street Band in Glory Days
- Sponsor: Bridgestone

### Anni 2010

#### Super Bowl XLIV - 2010
- Data: 7 febbraio 2010

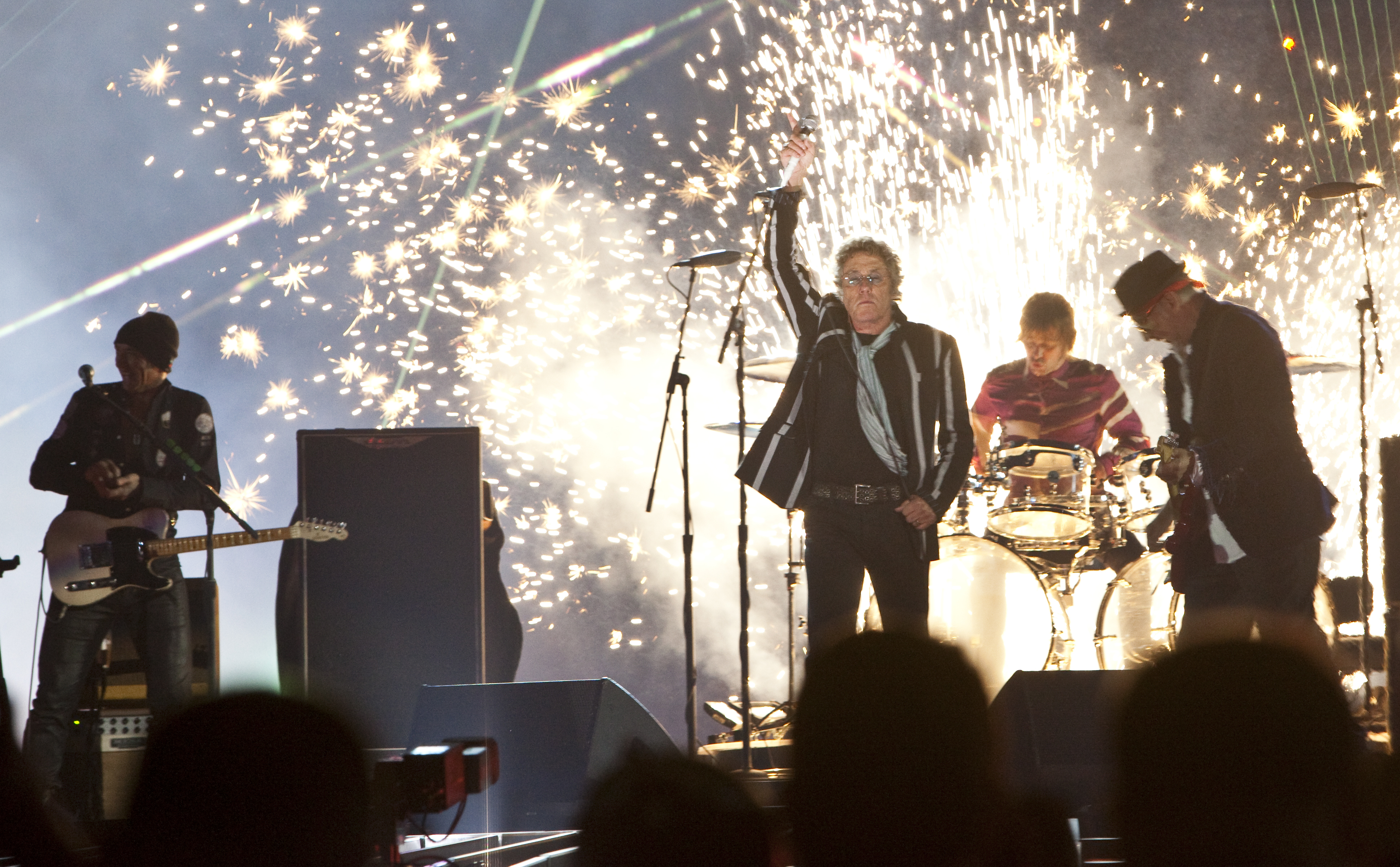
Halftime Show del Super Bowl XLIV

- Luogo: Sun Life Stadium (Miami Gardens)
- Produttore: White Cherry Entertainment
- Regista: Hamish Hamilton
- Tema: nessuno
- Artisti: The Who
- Brani:
  1. The Who in Pinball Wizard
  2. The Who in Baba O'Riley
  3. The Who in Who Are You
  4. The Who in See Me, Feel Me
  5. The Who in Won't Get Fooled Again
- Sponsor: Bridgestone

#### Super Bowl XLV - 2011
- Data: 6 febbraio 2011

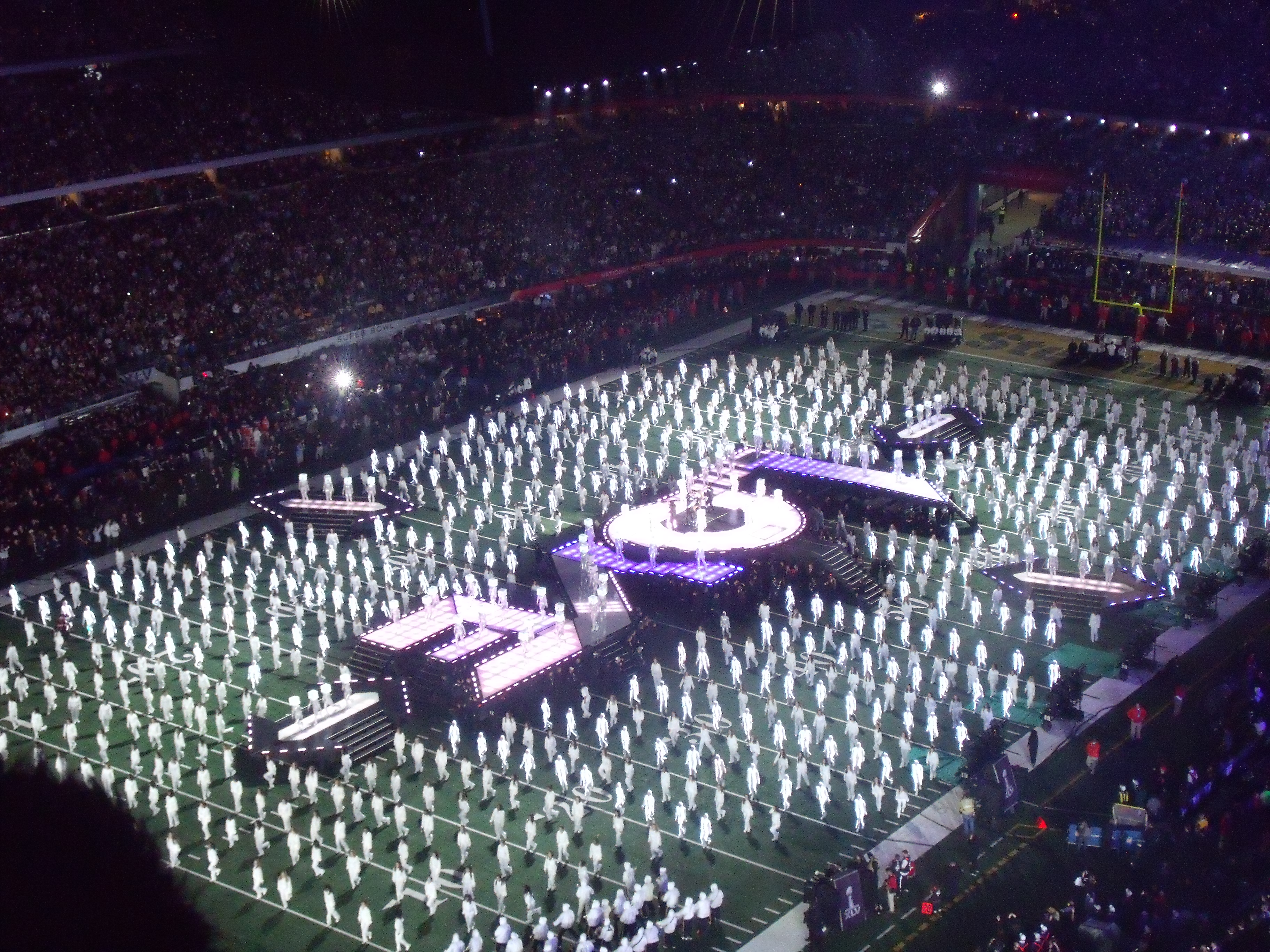
Halftime Show del Super Bowl XLV

- Luogo: Cowboys Stadium (Arlington)
- Produttore: Ricky Kirshner
- Regista: Hamish Hamilton
- Tema: nessuno
- Artisti: The Black Eyed Peas, Usher, Slash, ballerini liceali del Texas
- Brani:
  1. The Black Eyed Peas in I Gotta Feeling
  2. The Black Eyed Peas in Boom Boom Pow
  3. Slash, Fergie in Sweet Child o' Mine
  4. The Black Eyed Peas in Pump It
  5. The Black Eyed Peas in Let's Get It Started
  6. Usher, will.i.am in OMG
  7. The Black Eyed Peas in Where Is the Love?
  8. The Black Eyed Peas in The Time (Dirty Bit)
- Sponsor: Bridgestone

#### Super Bowl XLVI - 2012
- Data: 5 febbraio 2012

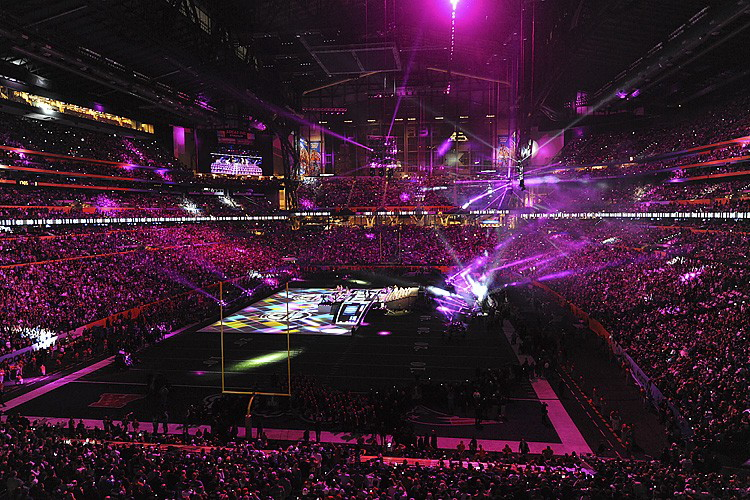
Halftime Show del Super Bowl XLVI

- Luogo: Lucas Oil Stadium (Indianapolis)
- Produttore: Ricky Kishner
- Regista: Hamish Hamilton
- Tema: nessuno
- Artisti: Madonna, LMFAO, Cirque du Soleil, Nicki Minaj, Cee Lo Green, M.I.A., Andy Lewis, bande di percussionisti degli istituti Avon High School, Center Groove High School, Fishers High School e Franklin Central High School, burattini della Southern University
- Brani:
  1. Madonna in Vogue
  2. Madonna, LMFAO in Music
  3. Madonna, LMFAO in Party Rock Anthem
  4. Madonna, LMFAO in Sexy and I Know It
  5. Madonna, Nicki Minaj, M.I.A. in Give Me All Your Luvin'
  6. Madonna, Cee Lo Green in Open Your Heart
  7. Madonna, Cee Lo Green in Express Yourself
  8. Madonna, Cee Lo Green in Like a Prayer
- Sponsor: Bridgestone

#### Super Bowl XLVII - 2013
- Data: 3 febbraio 2013

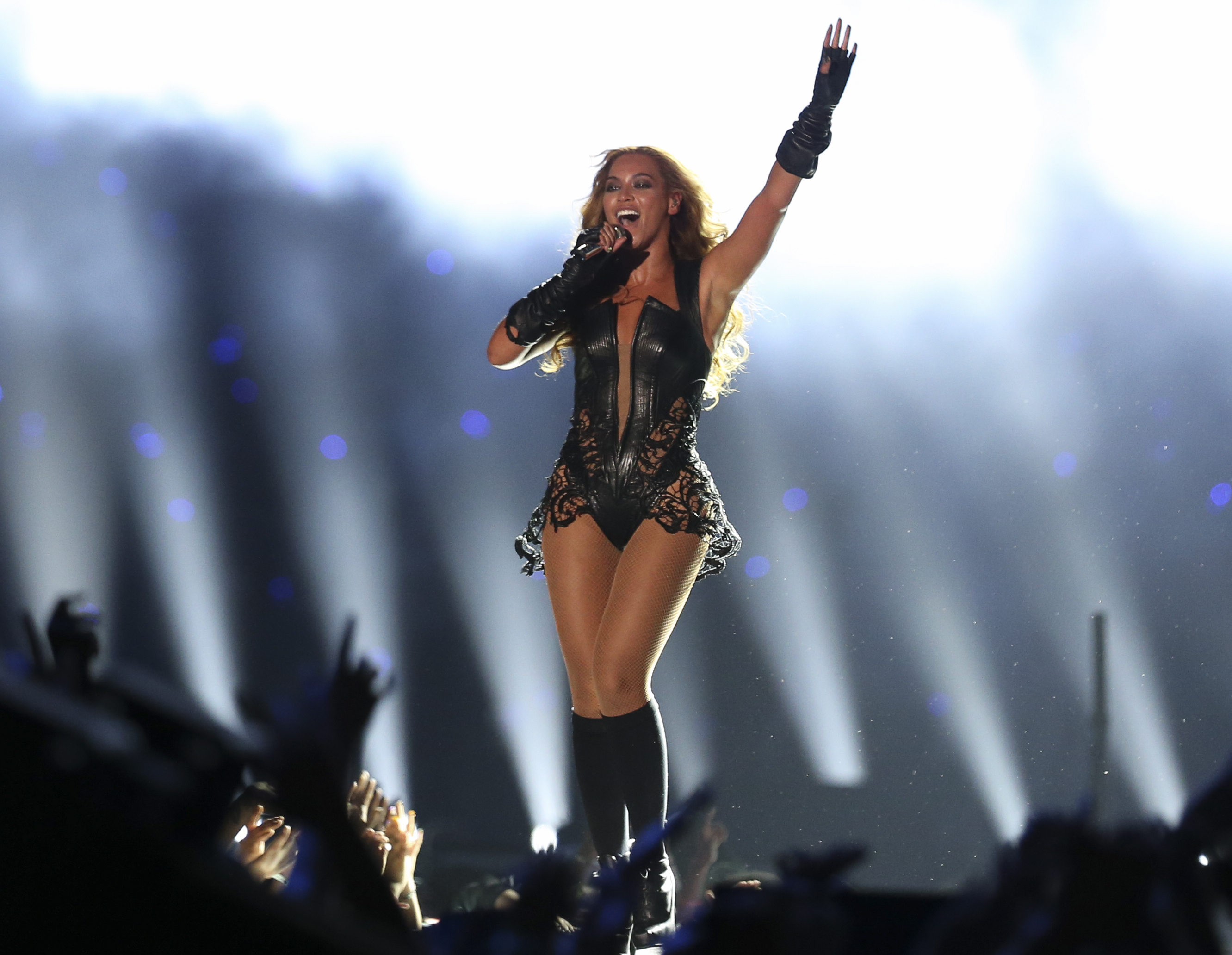
Beyoncé all'Halftime Show del Super Bowl XLVII

- Luogo: Mercedes-Benz Superdome (New Orleans)
- Produttore: Ricky Kirshner
- Regista: Hamish Hamilton
- Tema: nessuno
- Artisti: Beyoncé, Destiny's Child
- Brani:
  1. Beyoncé in Run the World (Girls)
  2. Beyoncé in Love on Top
  3. Beyoncé in Crazy in Love
  4. Beyoncé in End of Time
  5. Beyoncé in Baby Boy
  6. Destiny's Child in Bootylicious
  7. Destiny's Child in Independent Women Part I
  8. Beyoncé, Kelly Rowland, Michelle Williams in Single Ladies (Put a Ring on It)
  9. Beyoncé in Halo
- Sponsor: Pepsi

#### Super Bowl XLVIII - 2014
- Data: 2 febbraio 2014
- Luogo: MetLife Stadium (East Rutherford)
- Produttore: Ricky Kirshner
- Regista: Hamish Hamilton
- Tema: nessuno
- Artisti: Bruno Mars, Red Hot Chili Peppers, bambini
- Brani:
  1. Coro di bambini in Billionaire
  2. Bruno Mars in Locked Out of Heaven
  3. Bruno Mars in Treasure
  4. Bruno Mars in Runaway Baby
  5. Bruno Mars, Red Hot Chili Peppers in Give It Away
  6. Bruno Mars in Just the Way You Are
- Sponsor: Pepsi

#### Super Bowl XLIX - 2015
- Data: 1º febbraio 2015

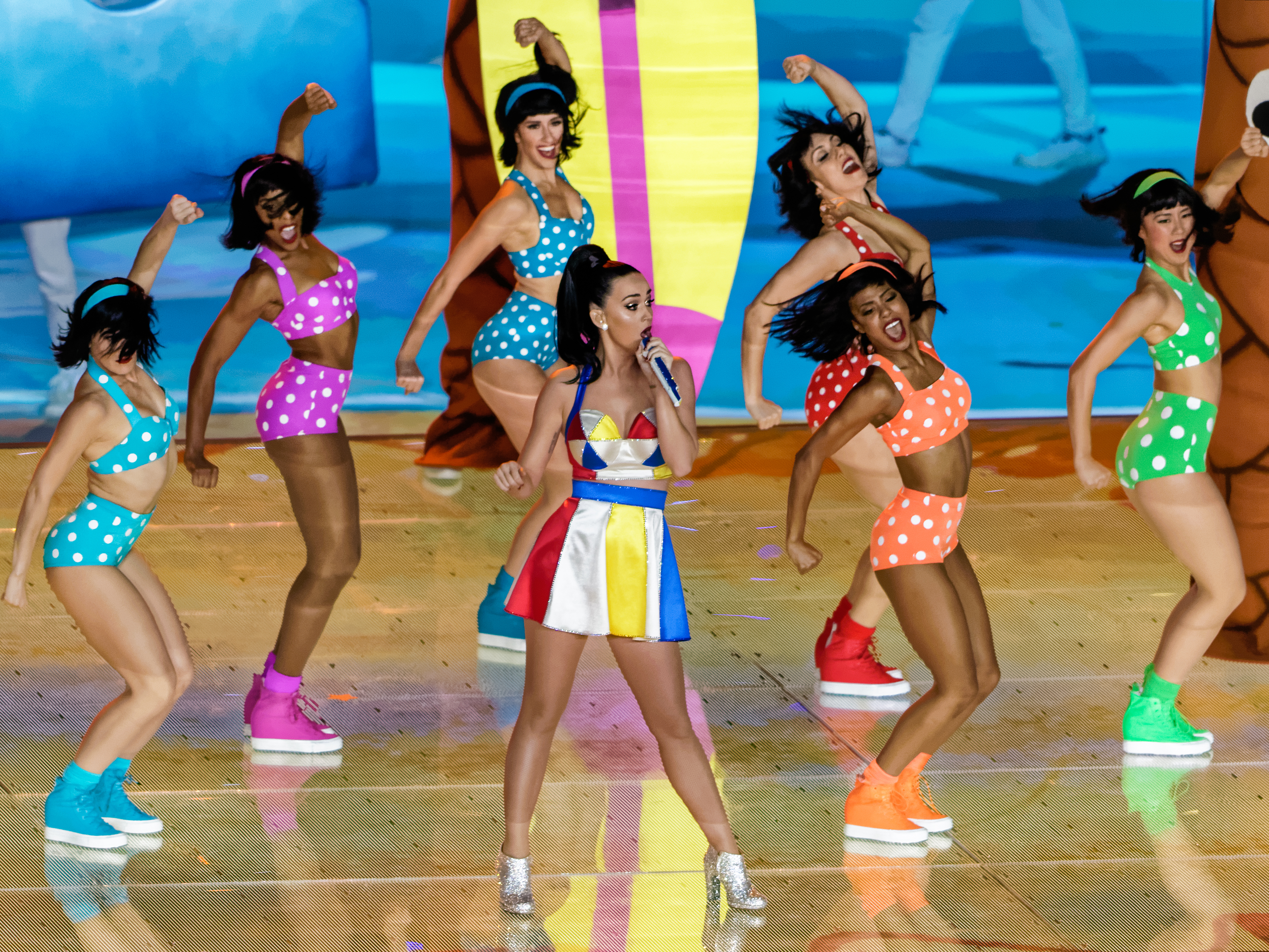
Halftime Show del Super Bowl XLIX

- Luogo: University of Phoenix Stadium (Glendale)
- Produttore: Ricky Kirshner
- Regista: Hamish Hamilton
- Tema: nessuno
- Artisti: Katy Perry, Lenny Kravitz, Missy Elliott, Left Shark, banda musicale dell'università statale dell'Arizona
- Brani:
  1. Katy Perry in Roar
  2. Katy Perry in Dark Horse
  3. Katy Perry, Lenny Kravitz in I Kissed a Girl
  4. Katy Perry in Teenage Dream
  5. Katy Perry in California Gurls
  6. Katy Perry, Missy Elliott in Get Ur Freak On
  7. Katy Perry, Missy Elliott in Work It
  8. Missy Elliott in Lose Control
  9. Katy Perry in Firework
- Sponsor: Pepsi

#### Super Bowl 50 - 2016
- Data: 7 febbraio 2016
- Luogo: Levi's Stadium (Santa Clara)
- Produttore: Ricky Kishner
- Regista: Hamish Hamilton
- Tema: nessuno

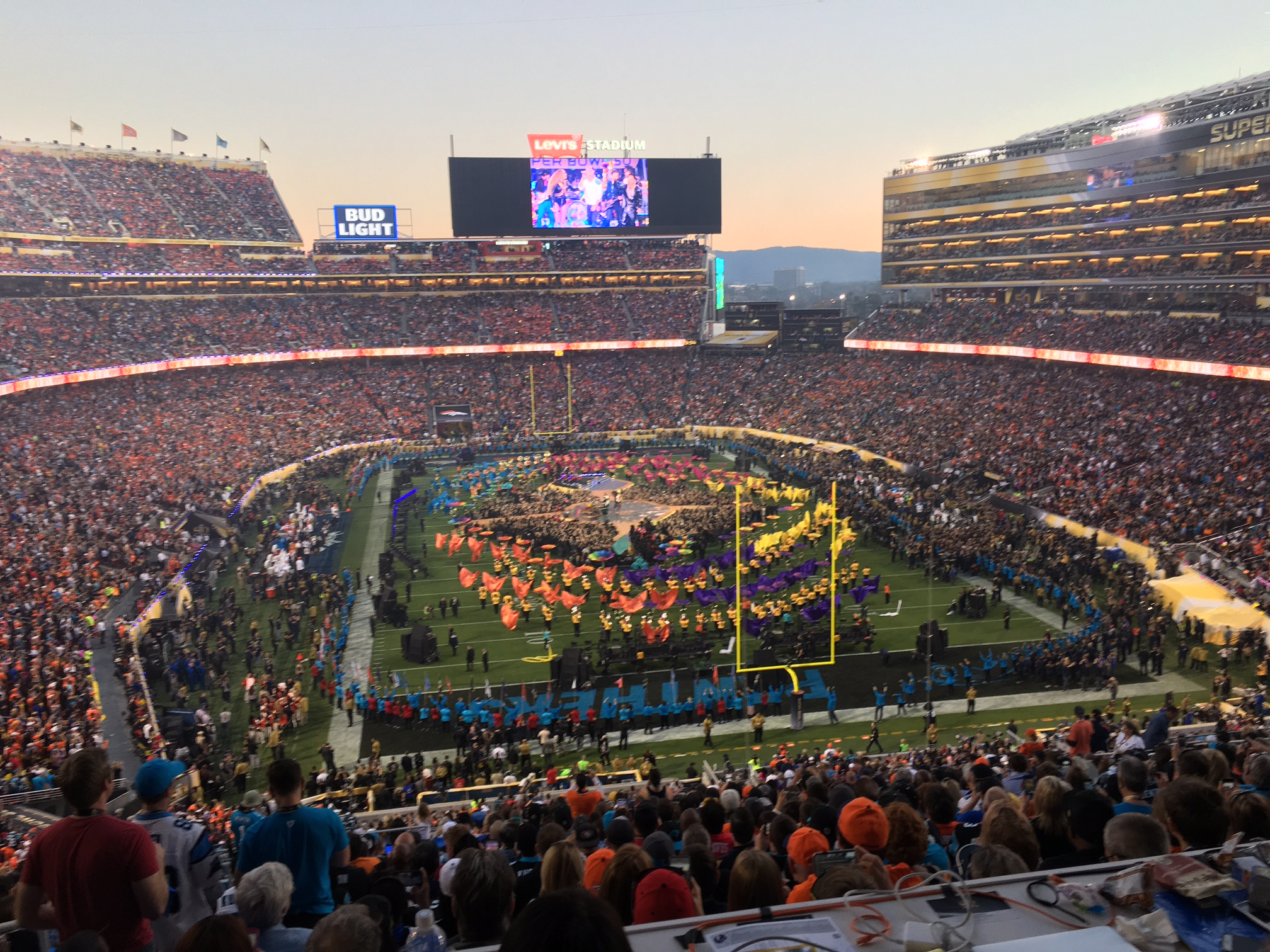
Halftime Show del Super Bowl 50

- Artisti: Coldplay, Beyoncé, Bruno Mars, Mark Ronson, Gustavo Dudamel, banda musicale dell'università della California
- Brani:
  1. Coldplay in Yellow
  2. Coldplay in Viva la vida
  3. Coldplay in Paradise
  4. Coldplay in Adventure of a Lifetime
  5. Bruno Mars, Mark Ronson in Uptown Funk
  6. Beyoncé in Formation
  7. Bruno Mars, Beyoncé in Crazy in Love
  8. Bruno Mars, Beyoncé in Uptown Funk
  9. Coldplay in Clocks (strumentale)
  10. Coldplay, Bruno Mars, Beyoncé in Fix You
  11. Coldplay, Bruno Mars, Beyoncé in Up&Up
- Sponsor: Pepsi

#### Super Bowl LI - 2017
- Data: 5 febbraio 2017
- Luogo: NRG Stadium (Houston)
- Produttore: Ricky Kirshner
- Regista: Hamish Hamilton
- Tema: nessuno
- Artisti: Lady Gaga
- Brani:
  1. Lady Gaga in God Bless America

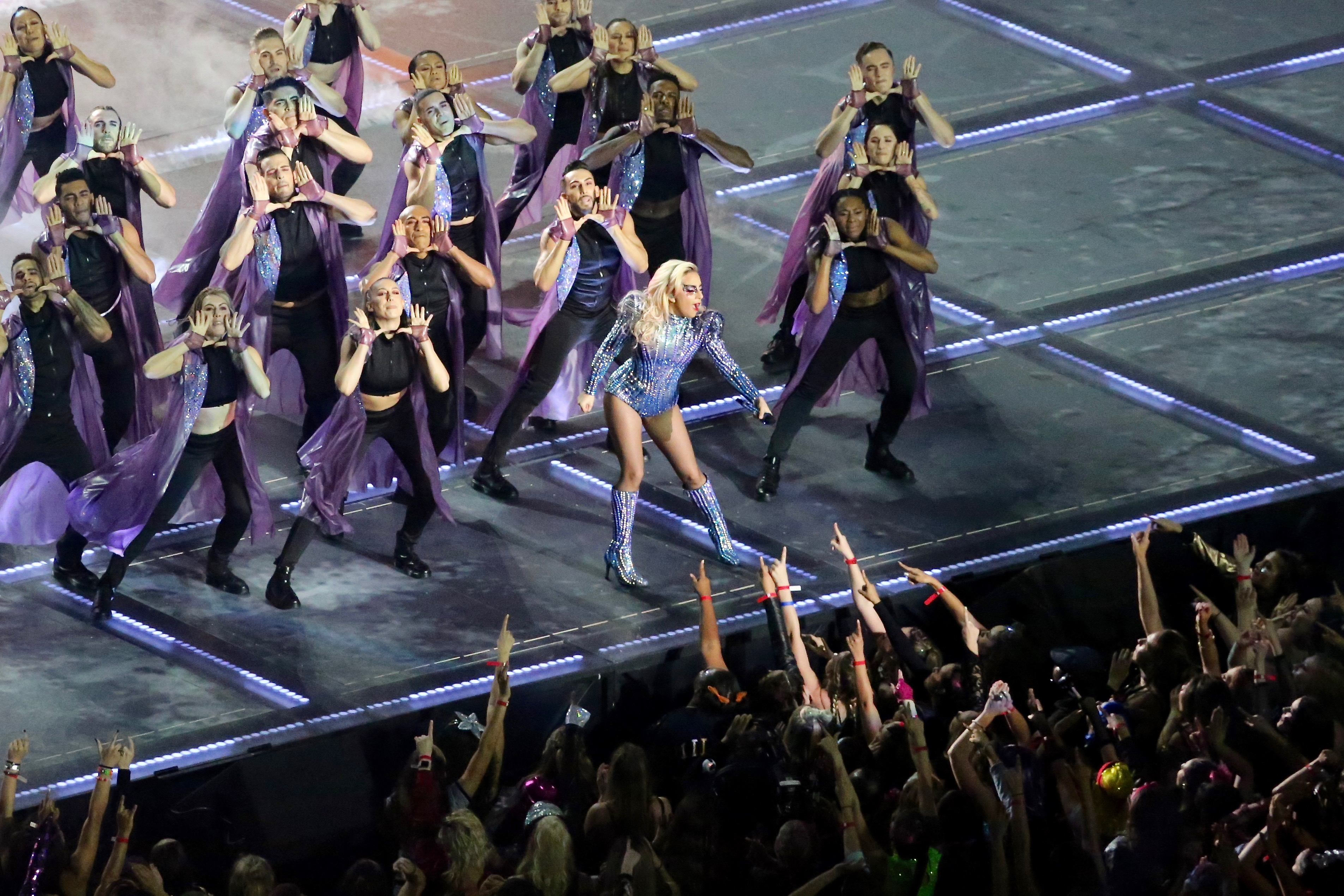
Halftime Show del Super Bowl LI

  2. Lady Gaga in This Land Is Your Land
  3. Lady Gaga in Poker Face
  4. Lady Gaga in Born This Way
  5. Lady Gaga in Telephone
  6. Lady Gaga in Just Dance
  7. Lady Gaga in Million Reasons
  8. Lady Gaga in Bad Romance
- Sponsor: Pepsi

#### Super Bowl LII - 2018
- Data: 4 febbraio 2018

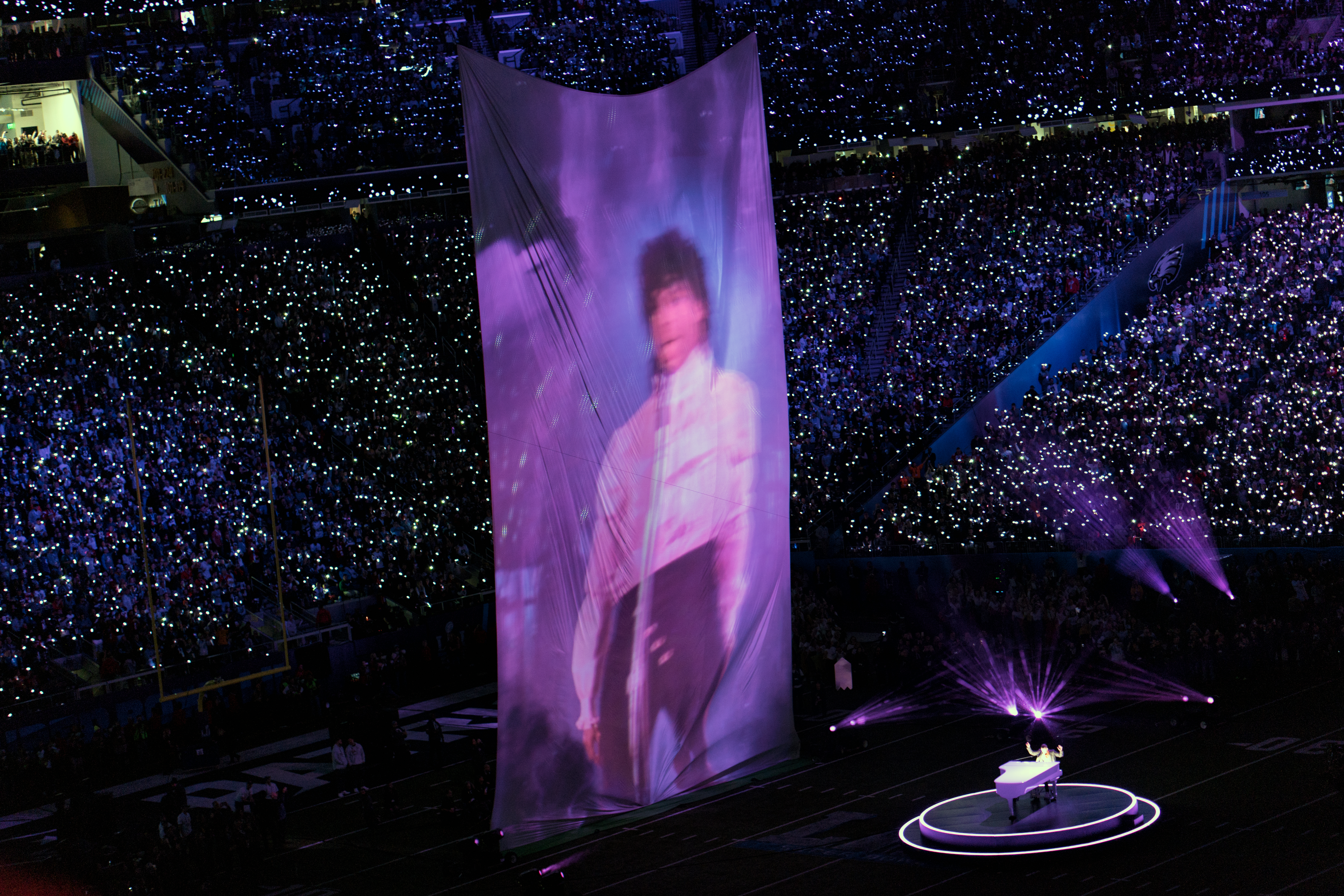
Halftime Show del Super Bowl LII

- Luogo: U.S. Bank Stadium (Minneapolis)
- Produttore: Ricky Kirshner
- Regista: Hamish Hamilton
- Tema: nessuno
- Artisti: Justin Timberlake, Tennessee Kids, banda musicale dell'università del Minnesota
- Brani:
  1. Justin Timberlake in Filthy
  2. Justin Timberlake in Rock Your Body
  3. Justin Timberlake in Señorita
  4. Justin Timberlake in SexyBack
  5. Justin Timberlake in My Love
  6. Justin Timberlake in Cry Me a River
  7. Justin Timberlake, banda musicale dell'università del Minnesota in Suit & Tie
  8. Justin Timberlake in Until the End of Time
  9. Justin Timberlake in I Would Die 4 U
  10. Justin Timberlake in Mirrors
  11. Justin Timberlake in Can't Stop the Feeling!
- Sponsor: Pepsi

#### Super Bowl LIII - 2019
- Data: 3 febbraio 2019
- Luogo: Mercedes-Benz Superdome (New Orleans)
- Produttore: Ricky Kirshner
- Regista: Hamish Hamilton
- Tema: nessuno
- Artisti: Maroon 5, Bikini Bottom Super Band, Travis Scott, Big Boi, banda musicale dell'università della Georgia
- Brani:
  1. Maroon 5 in Harder to Breathe
  2. Maroon 5 inThis Love
  3. Bikini Bottom Super Band in Sweet Victory
  4. Travis Scott in Sicko Mode
  5. Maroon 5 in Girls like You
  6. Maroon 5 in She Will Be Loved
  7. Big Boi in Kryptonite (I'm On It)
  8. Big Boi in The Way You Move
  9. Maroon 5 in Sugar
  10. Maroon 5 in Moves like Jagger
- Sponsor: Pepsi

### Anni 2020

#### Super Bowl LIV - 2020
- Data: 2 febbraio 2020
- Luogo: Hard Rock Stadium (Miami)
- Produttore: Ricky Kirshner, Jay-Z
- Regista: Hamish Hamilton
- Tema: nessuno
- Artisti: Shakira, Jennifer Lopez, J Balvin, Bad Bunny
- Brani:

1. Shakira in Dare (La La La)
2. Shakira in She Wolf
3. Orchestra in Kashmir
4. Shakira in Empire
5. Shakira in Ojos asì
6. Shakira in Whenever, Wherever
7. Shakira, Bad Bunny in I Like It
8. Shakira in Chantaje
9. Shakira in Hips Don't Lie
10. Jennifer Lopez in Jenny from the Block
11. Jennifer Lopez in Ain't It Funny
12. Jennifer Lopez in Get Right
13. Jennifer Lopez in Waiting For Tonight
14. Jennifer Lopez, J Balvin in Booty
15. Jennifer Lopez, J Balvin in Que calor
16. Jennifer Lopez, J Balvin in El anillo
17. Jennifer Lopez, J Balvin in Mi gente
18. Jennifer Lopez, J Balvin in Love Don't Cost A Thing
19. Jennifer Lopez in On the Floor
20. Jennifer Lopez, Emme Muñiz, coro di bambine in Let's Get Loud
21. Jennifer Lopez, Emme Muñiz, coro di bambine in Born in the U.S.A.
22. Shakira, Jennifer Lopez in Waka Waka (This Time for Africa)

- Sponsor: Pepsi

#### Super Bowl LV - 2021
- Data: 7 febbraio 2021
- Luogo: Raymond James Stadium (Tampa, Florida)
- Produttore: Jesse Collins, Jay Z,  Roc Nation
- Regista: Hamish Hamilton
- Tema:
- Artisti: The Weeknd
- Brani:

1. The Weeknd in Call Out My Name
2. The Weeknd in Starboy
3. The Weeknd in The Hills
4. The Weeknd in Can't Feel My Face
5. The Weeknd in I Feel It Coming
6. The Weeknd in Save Your Tears
7. The Weeknd in Earned It
8. The Weeknd in House of Balloons/Glass Table Girls
9. The Weeknd in Blinding Lights

- Sponsor: Pepsi

#### Super Bowl LVI - 2022
- Data: 13 febbraio 2022
- Luogo: SoFi Stadium (Inglewood, California)
- Produttore: Jesse Collins, Roc Nation
- Regista: Hamish Hamilton
- Tema:
- Artisti: Dr. Dre, Snoop Dogg, Eminem, Mary J. Blige, Kendrick Lamar, 50 Cent e Anderson Paak (alla batteria)
- Brani:

1. Dr. Dre, Snoop Dogg in The Next Episode
2. Dr. Dre, Snoop Dogg in California Love
3. 50 Cent in In da Club
4. Mary J. Blige in Family Affair
5. Mary J. Blige in No More Drama
6. Kendrick Lamar in M.A.A.D City
7. Kendrick Lamar in Alright
8. Eminem, Kendrick Lamar in Forgot About Dre
9. Eminem in Lose Yourself (con Anderson Paak alla batteria)
10. Dr. Dre in I Ain't Mad at Cha (suonata al pianoforte come tributo a Tupac Shakur)
11. Dr. Dre, Snoop Dogg, Eminem, Mary J. Blige, Kendrick Lamar, 50 Cent in Still D.R.E.

- Sponsor: Pepsi

#### Super Bowl LVII - 2023
- Data: 12 febbraio 2023
- Luogo: State Farm Stadium (Glendale, Arizona)
- Produttore: Jesse Collins, Jay Z,  Roc Nation
- Regista: Hamish Hamilton
- Tema:
- Artisti: Rihanna
- Brani:

1. Bitch Better Have My Money
2. Where Have You Been
3. Only Girl (In The World)
4. We Found Love
5. Rude Boy
6. Work
7. Wild Thoughts
8. Pour It Up
9. All Of The Lights
10. Run This Town
11. Umbrella
12. Diamonds

- Sponsor: Apple Music

#### Super Bowl LVIII - 2024
- Data: 11 febbraio 2024
- Luogo: Allegiant Stadium (Paradise, Nevada)
- Produttore: Jesse Collins, Jay Z,  Roc Nation
- Regista: Hamish Hamilton
- Tema:
- Artisti: Usher, Alicia Keys, Jermaine Dupri, H.E.R., will.i.am, Lil Jon, Ludacris, Sonic Boom of the South
- Brani:

1. Usher in My Way
2. Usher in Caught Up
3. Usher in Love in This Club
4. Usher, Alicia Keys in If I Ain't Got You
5. Usher, Alicia Keys in My Boo
6. Usher in Confessions Part II (introdotto da Jermaine Dupri)
7. Usher in Burn
8. Usher in U Got It Bad (con H.E.R. alla chitarra)
9. Usher, will.i.am in OMG
10. Usher, Lil Jon in Turn Down for What
11. Usher, Lil Jon, Ludacris in Yeah!

- Sponsor: Apple Music